# Lautenbachzell
Lautenbachzell település Franciaországban, Haut-Rhin megyében. Lakosainak száma 963 fő (2022. január 1.). Lautenbachzell Buhl, Lautenbach, Murbach, Soultz-Haut-Rhin, Geishouse, Saint-Amarin, Ranspach, Linthal és Fellering községekkel határos.

## Népesség
A település népességének változása:
| Lakosok száma | 975  | 968  | 979  | 955  | 952  | 950  | 951  | 952  | 963  |
|               | 2013 | 2015 | 2016 | 2017 | 2018 | 2019 | 2020 | 2021 | 2022 |